# Brian Doyle-Murray
Brian Doyle-Murray (Evanston, Illinois, 1945. október 31. –) amerikai színész, humorista, forgatókönyvíró.
Bill Murray bátyjaként együtt szerepelt testvérével a Golfőrültek, a Szellemirtók 2. és az Idétlen időkig című filmekben. Tévés szerepei közé tartozik a Bolygó Hollandi a SpongyaBob Kockanadrág, Bütyök kapitány a Nyomi szerencsétlen utazásai és Don Ehlert A semmi közepén című sorozatokban.
Testvérei, Joel és John szintén színészek. Legidősebb testvére, Ed üzletember volt. Andy nevű testvére a "CaddyShack" nevű étterem vezetője. A Doyle a nagymamája leánykori neve volt, és úgy gondolta, hogy kötőjellel választja el a nevét. Ezt ezért tette, mert Brian Murray néven már létezik egy másik színész is.

## Élete
1945. október 31-én született Evanstonban, Lucille és Edward J. Murray II gyermekeként. Szülei ír katolikus vallásúak voltak. Bill, John és Joel
színészek bátyja. A Saint Mary's College of California (Moraga, Kalifornia) tanulója volt.
Karrierjét a The Second City nevű humortársulatban kezdte. Azóta több filmben és sorozatban szerepelt. A Saturday Night Live szereplőgárdájának is tagja volt 1979-től 1980-ig, majd 1981-től 1982-ig.

## Magánélete
2000. augusztus 28-án vette feleségül Christina Stauffert.

## Filmográfia

### Film
| Év   | Magyar cím                     | Eredeti cím                            | Szerep                                | Magyar hang       |
| ---- | ------------------------------ | -------------------------------------- | ------------------------------------- | ----------------- |
| 1972 | Mr. Süket trükkjei             | Fuzz                                   | nyomozó                               |                   |
| 1975 | Tarzan, a dzsungel szégyene    | Tarzoon: Shame of the Jungle           | Charles of the Pits #1 (angol hangja) |                   |
| 1980 | Golfőrültek                    | Caddyshack                             | Lou Loomis                            |                   |
| 1981 | Légvonalban közelebb           | Modern Problems                        | Brian Stills                          | Kárpáti Tibor     |
| 1983 | Családi vakáció                | National Lampoon's Vacation            | Kamp Komfort portás                   | Kránitz Lajos     |
| 1984 | Tizenhat szál gyertya          | Sixteen Candles                        | tiszteletes                           |                   |
| 1984 | Borotvaélen                    | The Razor's Edge                       | Piedmont                              |                   |
| 1985 | Főhivatal                      | Head Office                            | Tolliver ezredes                      | Kristóf Tibor     |
| 1986 | Törvényszéki héják             | Legal Eagles                           | Shaw                                  | Végvári Tamás     |
| 1986 | Nicsak, ki nyaral! (Éden klub) | Club Paradise                          | Voit Zerbe                            | Szersén Gyula     |
| 1988 | Szellemes karácsony            | Scrooged                               | Earl Cross                            | Helyey László     |
| 1988 |                                | Superman 50th Anniversary              | Brian Connelly                        |                   |
| 1989 | Zűrös páros                    | The Experts                            | Mr. Jones                             | Szersén Gyula     |
| 1989 | Agyilag zokni                  | How I Got into College                 | Evans edző                            |                   |
| 1989 | Szellemirtók 2.                | Ghostbusters II                        | Pszichiáter                           | Szersén Gyula     |
| 1989 | Karácsonyi vakáció             | National Lampoon's Christmas Vacation  | Frank Shirley                         | Hollósi Frigyes   |
| 1989 | Karácsonyi vakáció             | National Lampoon's Christmas Vacation  | Frank Shirley                         | Balázsi Gyula     |
| 1990 |                                | Small White House                      | Johnny apja                           |                   |
| 1991 | Eszelős szívatás               | Nothing but Trouble                    | Brian FBI-ügynök                      | Kardos Gábor      |
| 1991 | JFK – A nyitott dosszié        | JFK                                    | Jack Ruby                             | Kránitz Lajos     |
| 1992 | Wayne világa                   | Wayne's World                          | Noah Vanderhoff                       | Láng József       |
| 1993 | Idétlen időkig                 | Groundhog Day                          | Buster Green                          | Koroknay Géza     |
| 1994 | A hajó hülyéje                 | Cabin Boy                              | Görény                                | Horkai János      |
| 1995 | Kőkemény igazság               | Jury Duty                              | Harry                                 |                   |
| 1996 | Közös többszörös               | Multiplicity                           | Walt                                  | Pataky Imre       |
| 1996 | Guffmanre várva                | Waiting for Guffman                    | Red Savage                            |                   |
| 1997 |                                | The Brave Little Toaster to the Rescue | Wittgenstein (hangja)                 |                   |
| 1997 | Lesz ez még így se!            | As Good as It Gets                     | ezermester                            | Kisfalussy Bálint |
| 1998 |                                | The Brave Little Toaster Goes to Mars  | Wittgenstein (hangja)                 |                   |
| 1998 | Dennis, a komisz ismét pimasz  | Dennis the Menace Strikes Again        | Professzor                            | Tolnai Miklós     |
| 1998 | Dr. Dolittle                   | Dr. Dolittle                           | öreg vadászkopó (hangja)              |                   |
| 1998 |                                | Jungle Book: Mowgli's Story            | Balu (hangja)                         |                   |
| 2000 | A bájkeverő                    | Bedazzled                              | pap                                   | Holl János        |
| 2002 | Kutyabajnok                    | Snow Dogs                              | Ernie                                 | Tolnai Miklós     |
| 2002 |                                | A Gentleman's Game                     | Tomato Face                           |                   |
| 2003 |                                | Getting Hal                            | Phil                                  |                   |
| 2005 | Áldatlan állapotok             | Nearing Grace                          | Clement C. Haydes                     |                   |
| 2007 | Oviapu 2.                      | Daddy Day Camp                         | Morty bácsi                           | Gruber Hugó       |
| 2007 |                                | Love Comes Lately                      | főnök                                 |                   |
| 2009 | Megint 17                      | 17 Again                               | takarító                              | Konrád Antal      |
| 2010 | Végjáték                       | Passion Play                           | Billy Berg                            | Végh Ferenc       |
| 2012 |                                | Eye of the Hurricane                   | Harvey Miken                          |                   |
| 2012 | A dilis trió                   | The Three Stooges                      | Monsignor Ratliffe                    | Cs. Németh Lajos  |
| 2015 | Csocsó-sztori                  | Underdogs                              | főnök (hangja)                        |                   |